# Asagi Askipara
Asagi Askipara (en azerí: Aşağı Əskipara), que significa Askipara Inferior, es una aldea situada en el Rayón Qazax de Azerbaiyán. La localidad está sobre la frontera con Armenia y fue controlada por este país desde la primera guerra de Nagorno-Karabaj hasta 2024, remombrándola Nerkin Voskepar (en armenio: Ներքին Ոսկեպար).

## Historia
En el curso de la guerra de Nagorno-Karabaj, Asagi Askipara previamente anexada al territorio Azerí, pasó bajo control de las fuerzas armadas de Armenia desde el 12 de marzo de 1992.El área total, incluido Yujari Askipara es de 37 kilómetros cuadrados aproximadamente.
En mayo de 2012 murieron cinco soldados de las Fuerzas Armadas de Azerbaiyán, tras un intento fallido de incursionar en esta localidad.
En marzo de 2024, el primer ministro armenio, Nikol Pashinyan, dijo que estaba dispuesto a devolver unilateralmente el Bajo Askipara y los otros tres no enclaves ocupados por Armenia (Baghanis Ayrum, Gizilhajili y Kheyrimli).El 19 de abril de 2024, Armenia acordó entregar las aldeas a Azerbaiyán, lo que sucedió el 24 de mayo de 2024.